# Tevenyakú púposszövő
A tevenyakú púposszövő (Ptilodon capucina) a púposszövőfélék családjába tartozó, Eurázsiában honos éjjeli lepkefaj. 

## Megjelenése
A tevenyakú púposszövő szárnyfesztávolsága 3,5-4,5 cm. Feje és tora sárgásbarna, vörössárga, vörösbarna vagy sötétbarna, a toron sötétebb rajzolattal és (főleg a sötétbarna példányokon) kékes árnyalattal. Elülső szárnyának alapszíne igen változatos, lehet tompasárga, vörösbarna, barnán, szürkésbarnán vagy sötétbarna is. Alsó peremének középtáján kis, fogszerű, sötétebb nyúlvány látható. A sötétbarna egyedek "foga", szárnyszéle, szárnyközepe kékes, kékeslila árnyalatúak. Keresztben két egészen vékony, sötétbarna harántvonal húzódik rajta; a belső erősen, a külső kevésbé cikkcakkos. A külső vonalat gyakran, a belsőt ritkábban sötét árnyéksáv kíséri. A szárnyszegély erein kis sárgás foltok  láthatóak. A hátulsó szárny alapszíne világossárga, sárgásbarna vagy halványbarna; belső szöglete barna, sötétbarna, gyakran kékes. A vékony, halvány harántvonal áthalad ennek a foltnak a csúcsán és itt jobban látható, mint az alapszínen. Az elülső szárny fonákja barnássárga, a hátulsóé tompasárga. Az elülső szárny elülső szegélyén a csúcsnál sárga és sötétbarna foltok váltakoznak, a külső szegély barna, az ereken apró sárga foltokkal. A hátulsó szárnyon a belső szeglet csak keskeny sávban szürkésbarna. A rojt barna, sárgásbarna, sárga vagy sötétbarna lehet.
Petéi gömbölyűek, fehér színűek.   
Kifejlett hernyója zöld vagy barna, háta halványabb. Utolsó potrohszelvényén két vöröses végű nyúlvány található. Oldalvonala sárgás, szelvényenként egy fekete és egy ezt kísérő vöröses pöttyel. Ha megzavarják fejét és teste elejét hátrahajtja. Bábja vörösbarna. 

### Hasonló fajok
A csuklyás púposszövő hasonlít hozzá, amelynek szárnyszegélye fehéres.

## Elterjedése
Eurázsiában honos a Brit-szigetektől és Észak-Spanyolországtól egészen Japánig. Magyarországon mindenütt előfordulhat, gyakori. 

## Életmódja
Erdők, erdőszélek, kertek lakója, ahol hernyója tápnövényeit megtalálja. Kedveli a nyirkosabb élőhelyeket.  
Évente két nemzedéke nő fel, imágóit április-júniusban és július-augusztusban lehet látni. Hernyója különféle lombos fák (pl. tölgy, nyár, fűz, éger, nyír, hárs, mogyoró) leveleivel táplálkozik eleinte társasan, később magányosan. A fa törzsének tövében, talajrepedésekben laza gubóban bábozódik be. Az őszi báb áttelel.   

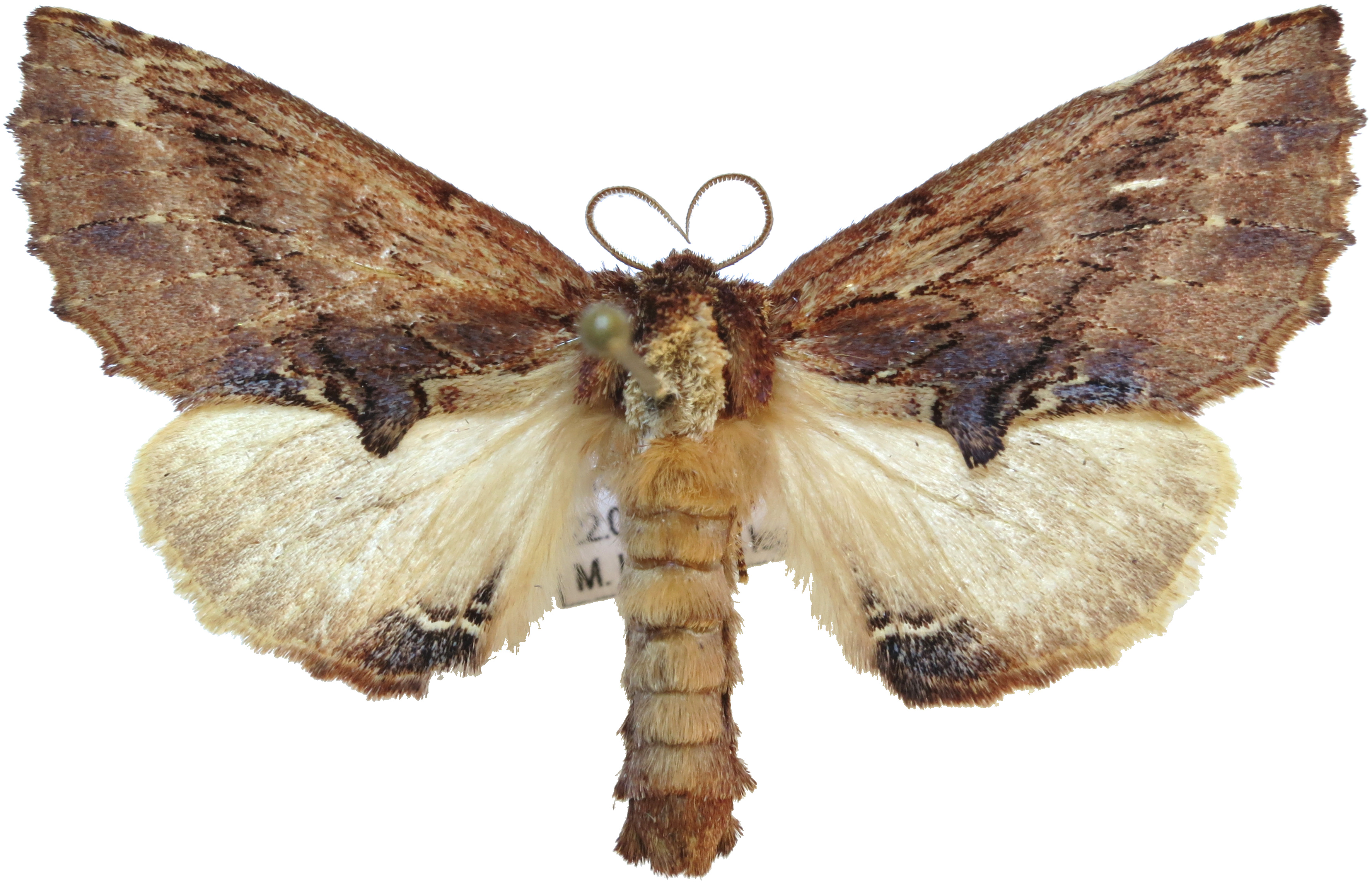
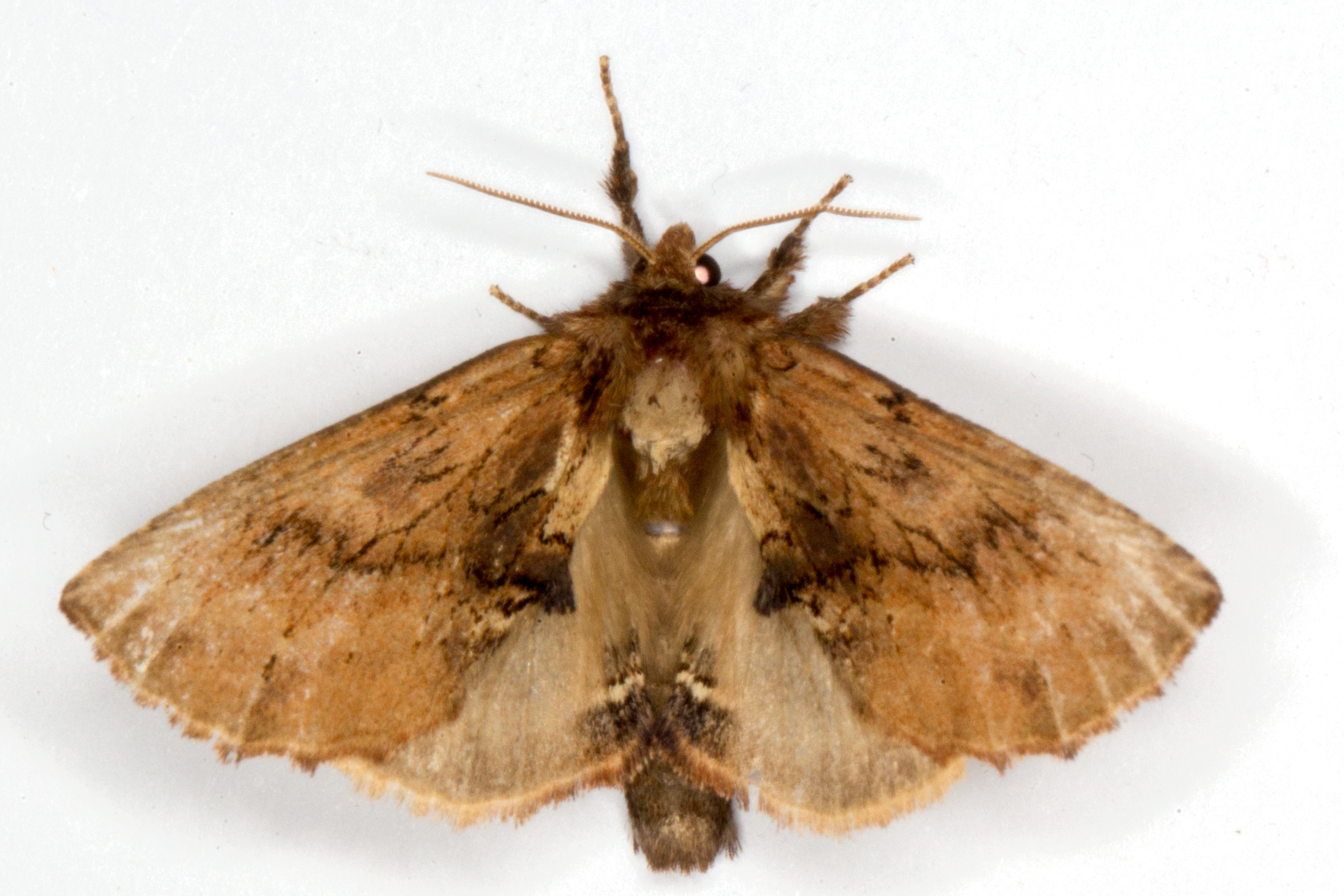
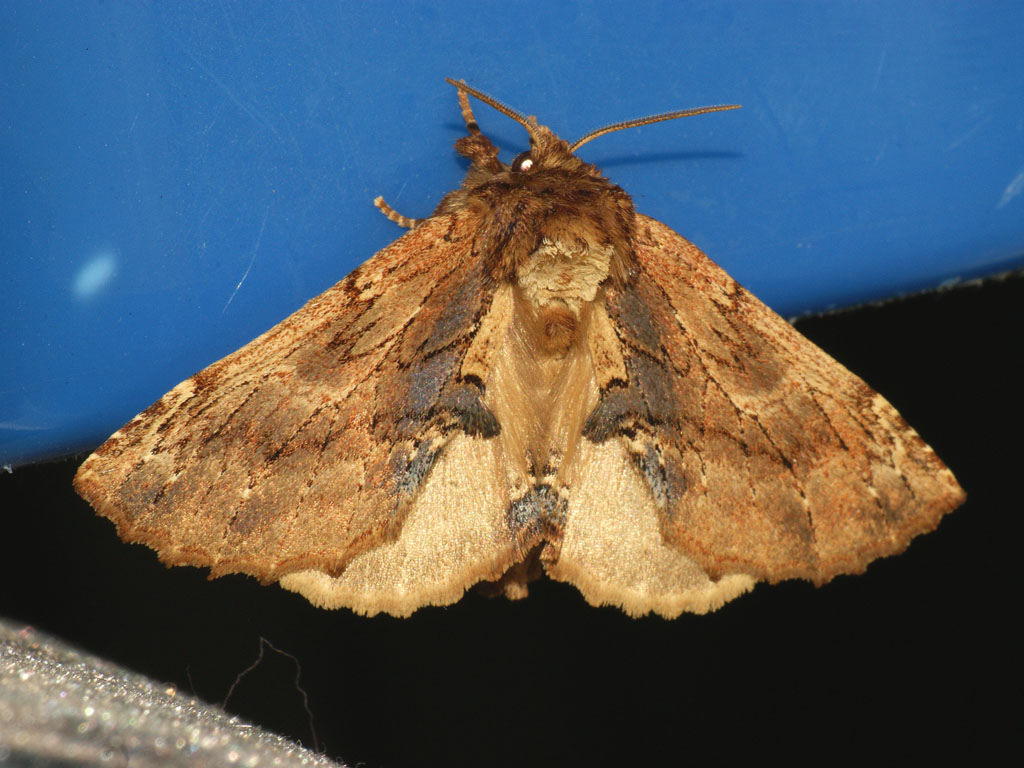
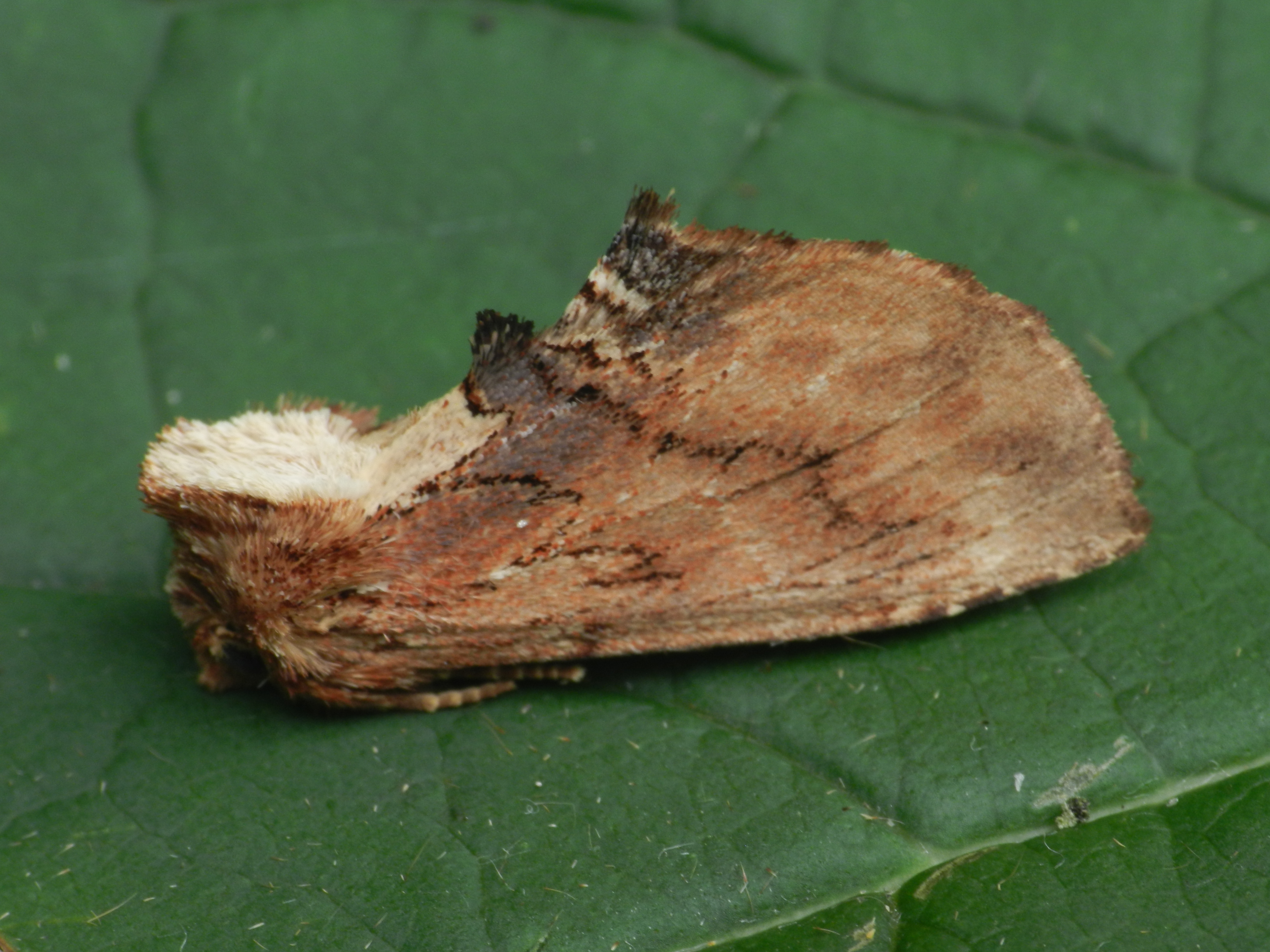
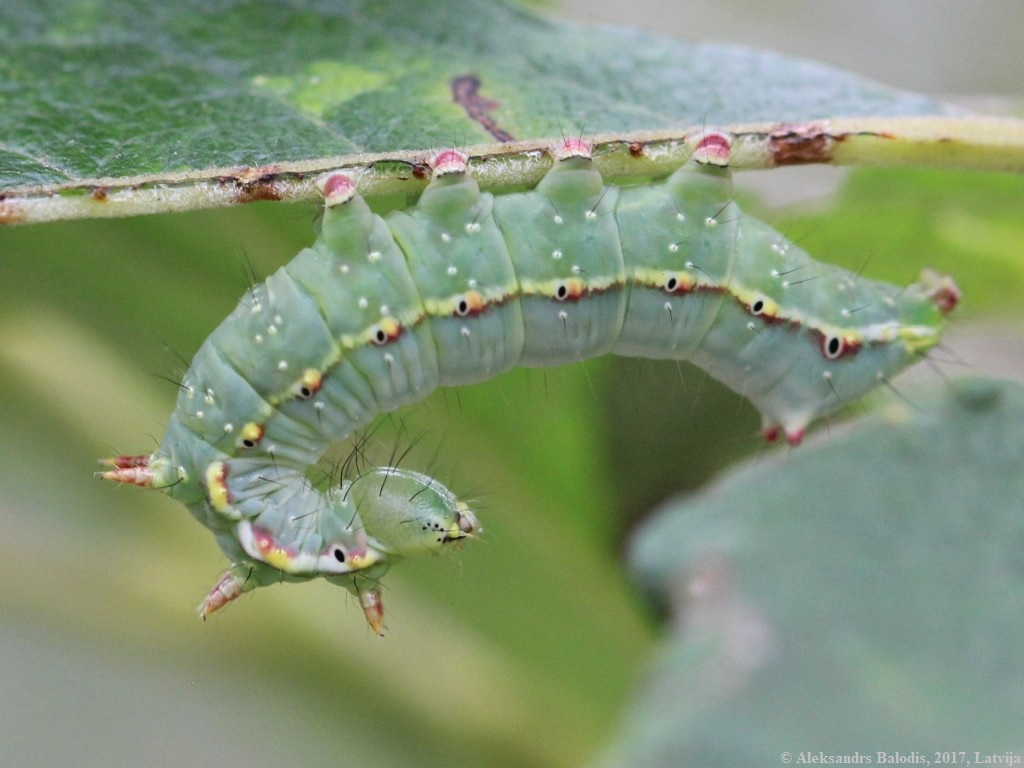

Magyarországon nem védett.